# اتحاد لجان المرأة الفلسطينية
اتحاد لجان المرأة الفلسطينية منظمة نسوية أهلية جماهيرية غير ربحية فلسطينية تأسست عام 1980 "لتمكين المرأة الفلسطينية على جميع المستويات والمساهمة في النضال الوطني الفلسطيني ضد الاحتلال العسكري الإسرائيلي غير الشرعي للأراضي الفلسطينية".
في أكتوبر 2021، صنفتها إسرائيل كمنظمة إرهابية، إضافةً إلى خمس منظمات فلسطينية غير حكومية وغير ربحية أخرى (الضمير، مؤسسة الحق، مركز بيسان للبحوث والإنماء، الحركة العالمية للدفاع عن الأطفال - فلسطين، واتحاد لجان العمل الزراعي).
أُدين هذا التصنيف بواسطة منظمة العفو الدولية وهيومن رايتس ووتش ومكتب المفوض السامي لحقوق الإنسان التابع للأمم المتحدة الذي وصفه بأنه "هجوم مباشر على حركة حقوق الإنسان الفلسطينية وعلى حقوق الإنسان في كل مكان".
في يوليو 2022 ، أصدرت تسع دول من الاتحاد الأوروبي ( بلجيكا والدنمارك وفرنسا وألمانيا وإيرلندا وإيطاليا وهولندا وإسبانيا والسويد ) بيانًا مشتركًا قالت فيه إنها ستواصل العمل مع المنظمات الفلسطينية الست التي حظرتها إسرائيل لأن إسرائيل فشلت في إثبات وجوب اعتبارهم جماعات إرهابية.
في 18 أغسطس 2022 ، داهمت قوات الاحتلال الإسرائيلي مقرات المنظمات الست إلى جانب اتحاد لجان العمل الصحي (المحظور عام 2020) في رام الله والبيرة ، وصادرت أجهزة الكمبيوتر وأجهزة أخرى وأمرت بإغلاقها.